# Laminacauda suavis
Laminacauda suavis là một loài nhện trong họ Linyphiidae. Loài này được phát hiện ở Colombia.